# Пало-дель-Колле
Пало-дель-Колле (итал. Palo del Colle) — коммуна в Италии, располагается в регионе Апулия, в провинции Бари.
Население составляет 20 843 человека (2008 г.), плотность населения составляет 264 чел./км². Занимает площадь 79 км². Почтовый индекс — 70027. Телефонный код — 080.
В коммуне особо почитаем Крест Господень (Crocifissione di Gesù), празднование 3 мая и в третье воскресение сентября.

## Демография
Динамика населения:

## Администрация коммуны
- Официальный сайт: